# 莱比锡广场 (柏林)

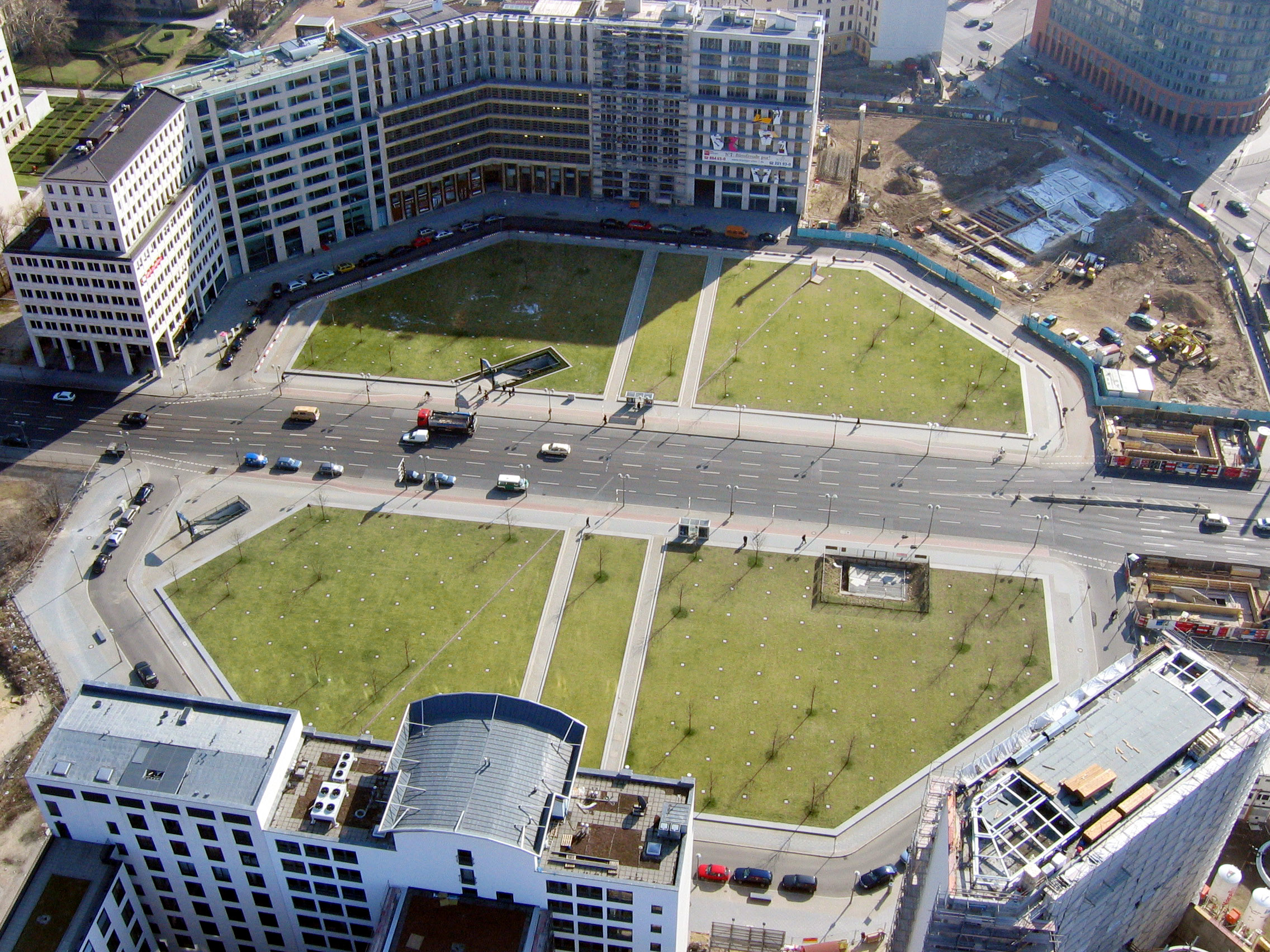
莱比锡广场，2004年仍在重建中

莱比锡广场（Leipziger Platz）是德国柏林市中心的一个八角形广场，位于莱比锡大街的西端，紧靠波茨坦广场的东侧。莱比锡广场在第二次世界大战期间成为一片废墟，后来成为柏林墙周围的无人区，现已恢复广场原来的形状，但是周围改为现代建筑。
在战前，这个广场设有Wertheim百货公司旗舰店。今天，加拿大大使馆设于此处。
52°30′36″N 13°22′44″E / 52.510°N 13.379°E